# Cattedrale della Dormizione della Madre di Dio (Varna)
La cattedrale della Dormizione di Maria (in bulgaro: Катедрален храм "Успение Пресвятия Богородици) è la cattedrale ortodossa della città di Varna, in Bulgaria ed è sede dell'eparchia di Varna e Veliki, nell'ambito della chiesa ortodossa bulgara.

## Storia
Dopo la guerra russo-turca degli anni 1877-1878, gli abitanti di Varna invitato il principe russo Aleksandr Dondukov-Korsakov presso la città. Deluso dall'aspetto e dalle condizioni della cattedrale di San Michele Arcangelo, l'aristocratico russo si incaricò di promuovere la costruzione di una nuova cattedrale. La prima pietra per la costruzione fu posata il 22 agosto del 1880. La dedicazione alla Vergine Maria fu scelta in onore della zarina di Russia Marija Fëdorovna, patroni degli altari laterali erano di San Nicola di Myra e Sant'Aleksandr Nevskij. La costruzione della chiesa si protrasse per sei anni.
Nel 1901, lo zar russo Nicola II donò al tempio 42 piccole icone e 3 grandi immagini dei santi e tre anni più tardi altre otto icone.